# Maria Magdalena Z’Graggen
Maria Magdalena Z’Graggen (* 19. April 1958 in Basel) ist eine schweizerisch-italienische Künstlerin. Sie arbeitet als Malerin in den Feldern Malerei, Zeichnung, Installation und Film.

## Leben und berufliche Entwicklung

1. 1001217 TERRA (Monte Amiata) und #971117 TERRA (Alba Albula), Ausstellungsansicht, Anne Mosseri-Marlio Galerie, Basel, 2018

Maria Magdalena Z’Graggen wuchs in Basel in einer binationalen Familie auf (Mutter aus Triest, Vater aus Affoltern a. A.) und ist Bürgerin der Schweiz und Italiens. Sie besuchte die Handelsschule und reiste 1980 zum ersten Mal für längere Zeit nach Brasilien. Mit verschiedenen Jobs in den Bereichen Übersetzung und Administration finanzierte sie sich weitere Auslandsaufenthalte. Von 1992 bis 1996 besuchte sie die Fachklasse für Malerei an der Hochschule für Gestaltung und Kunst in Basel (heute Teil der FHNW HGK Institut Kunst) bei Werner von Mutzenbecher und Monika Dillier. 1994 bis 1995 ging sie in ein Austauschjahr an die Cooper Union School of Art, New York zu David Reed, Robert Breer und Hans Haacke. Dort wurde ihre in New York entstandene Arbeit bei der Abschlussausstellung von Augusto Arbizo und Gabriella Esser zum ersten Mal in USA gezeigt. So wurde sie von Jill Brienza zu ihrer ersten Einzelausstellung eingeladen, welche 1998 in der Roger Smith Gallery in New York stattfand. Von 2001 bis 2003 erhielt sie ein Stipendium für einen Aufenthalt in New Mexico. Von 2009 bis 2014 unterrichtete sie an der FHNW Hochschule für Kunst und Gestaltung Nordwestschweiz.

## Werk
Ihre erste Werkgruppe Friandises, brachte ihr institutionelle Sammlungsankäufe ein. Plan ausgestrichen, in Wulsten, Gittern oder Kringeln, schuf der pastose Auftrag von Farbe auf Holzklötzchen verführerische Objekte unterschiedlichen Formats. Die Kunstwissenschaftlerin Isabel Zürcher Isabel schreibt über Maria Magdalena Z’Ggraggen im Allgemeinen Künstlerlexikon München das 2022 beim De Gruyter Verlag erschienen ist folgendes:
„Genauso wichtig wie Farbe im Sinne der Farbigkeit ist für Z’Graggen die materielle Eigenschaft von Pigmenten, Bindemitteln und deren Reaktion auf den jeweiligen Grund. In immer neuen Serien und auf unterschiedlichen Trägern (Holz, Papier, Leinwand) dominieren wechselweise Öl beziehungsweise Aquarell. Super-8 Film, Video und Fotografie schärfen die Aufmerksamkeit auf alltägliche Konstellationen und unterlegen das malerische Werk mit der kulturellen und klimatischen Umgebung von  Z’Graggens Aufenthaltsorten.“
Zürcher charakterisiert in dem Beitrag Alles war immer schon da in der Monografie Luminous Flux Z’Graggens Arbeit als Erkundung der sinnlichen Substanz der Malerei. Z’Graggen setze sich in ihrem Schaffen sowohl mit Abstraktion als auch mit Erzählung auseinander und untersuche anhand von Serialität und Rhythmus Qualitäten von Malerei.

## Auszeichnungen
- 2015: Anerkennungsbeitrag Bildende Kunst UBS Kulturstiftung, Zürich
- 2015: Werkbeitrag Kunstkredit Basel-Stadt[3]
- 2013: Atelierstipendium Christoph Merian Stiftung/URRA, Buenos Aires
- 2009: Hauptförderpreis der Kunst- und Kulturstiftung Heinrich Danioth, Kanton Uri
- 2006: Preis der Urner Kunst- und Kulturstiftung Heinrich Danioth
- 2006: Atelierstipendium Christoph Merian Stiftung, Havanna
- 2001: The Roswell Artist-in-Residence Foundation, Roswell, New Mexico
- 2000: Preis der Urner Kunst- und Kulturstiftung Heinrich Danioth
- 1997: Stipendium Bildende Kunst, Kanton Baselland

## Einzelausstellungen (Auswahl)
- 2023: Maria Magdalena Z'Graggen – RAW, Galerie Nicolas Krupp, Basel[4]
- 2022: Maria Magdalena Z’Graggen — Un affare di famiglia, Kunsthaus Grenchen[5]
- 2018: Alba Albula, Anne Mosseri-Marlio Galerie, Basel
- 2015: permeabel, Das Esszimmer – Raum für Kunst+, Bonn
- 2015: Manatee, Anne Mosseri-Marlio Galerie, Basel
- 2013: Home Away From Home mit Joseph Egan und Viktor Kolibal, Der Teufelhof, Basel
- 2006: Havanna, Galerie Martin Flaig, Basel
- 2006: Trabajos en Papel, Academia Nacional de Bellas Artes San Alejandro, Havanna
- 2005: Between the Devil and the Deep Blue Sea mit Joseph Egan und Tom Fellner, Kunstraum Baden und Galerie Ulrich Mueller, Köln
- 2004: Haus für Kunst Uri, Altdorf
- 2002: Galerie Ulrich Mueller, Köln
- 2002: Galerie Mesaoo Wrede, Hamburg
- 2002: Roswell Museum and Art Center, Roswell, New Mexico
- 2000: Roger Smith Gallery, New York
- 1999: Galerij S 65, Aalst
- 1999: The Nature of Sweetness, kuratiert von Simon Baur, Edinburgh College of Art
- 1998: Roger Smith Gallery, New York